# John Cage
John Milton Cage Jr. (Los Ángeles, 5 de septiembre de 1912 - Nueva York, 12 de agosto de 1992), artísticamente John Cage, fue un compositor, teórico musical, artista y filósofo estadounidense. Pionero de la música aleatoria, de la música electrónica y del uso no estándar de instrumentos musicales, Cage fue una de las figuras principales de la vanguardia de posguerra. Los críticos le han aplaudido como uno de los compositores estadounidenses más influyentes del siglo XX. Fue decisivo en el desarrollo de la danza moderna, principalmente a través de su asociación con el coreógrafo Merce Cunningham, quien fue su compañero sentimental la mayor parte de su vida.
Entre sus maestros estuvieron Henry Cowell y Arnold Schoenberg, ambos conocidos por sus innovaciones radicales en la música, pero la principal influencia sobre el trabajo de Cage se encuentra en diferentes culturas orientales. A través de sus estudios de filosofía india y budismo zen a finales de los años 1940, Cage llegó a la idea de la música aleatoria o música controlada por azar, que comenzó a componer en 1951. El I Ching, un antiguo texto chino clásico sobre eventos cambiantes, se convirtió en la herramienta compositiva habitual de Cage durante el resto de su vida.
Cage es conocido principalmente por su composición de 4′33″ de tres movimientos que se interpretan sin tocar una sola nota. Otra famosa creación de Cage es el piano preparado, un piano cuyo sonido se ha alterado colocando objetos (preparaciones) sobre o entre sus cuerdas, en los macillos o en los apagadores, para el que escribió numerosas obras relacionadas con la danza y varias piezas para concierto.

## Inicios
Hijo de John Milton Cage, un inventor, y Lucretia Harvey, una periodista de Los Angeles Times. Se cree que una de las razones por las que a John Cage le gustaba experimentar con el sonido fue por influencia de ver a su padre siempre creando nuevos inventos. Su primer acercamiento a la música fue en gran parte gracias a su tía Phoebe Harvey quien le enseñó a tocar el piano, pero desde sus inicios Cage se vio más interesado por la lectura a primera vista y la improvisación que en desarrollar una técnica virtuosa. En 1928 al graduarse del bachillerato Cage estaba convencido de que quería ser un escritor, así que inició sus estudios en Pomona College en la carrera de Teología. Después de cambiar de carrera en 1930 decidió dejar la universidad, pues pensaba que la escuela “no le iba a servir a un escritor".
Cage convenció a sus padres de que un viaje por Europa lo beneficiaría más cultural e intelectualmente si quería ser un escritor, estuvo 18 meses recorriendo la mayor parte de Europa donde estuvo expuesto a diferentes formas de arte como arquitectura, poesía, pintura y música. Fue en este viaje donde escuchó por primera vez música de Ígor Stravinski, Paul Hindemith y Johann Sebastian Bach. Sus primeras composiciones fueron hechas en Mallorca, estas composiciones se basaron en fórmulas matemáticas complejas pero al final Cage no quedó satisfecho con los resultados así que dejó estas piezas atrás al regresar a Estados Unidos.

## Música

### Primeros trabajos, estructura rítmica y nuevos acercamientos a la armonía
Las primeras piezas completas de Cage se han perdido. De acuerdo con el compositor, sus primeros trabajos eran piezas muy cortas para piano, compuestas utilizando complejos procedimientos matemáticos y a las que les faltaba "atractivo sensual y poder expresivo". Cage comenzó entonces a producir piezas improvisando y escribiendo después el resultado, hasta que Richard Buhlig le remarcó la importancia de la estructura. La mayor parte de los trabajos de los primeros años 1930 son altamente cromáticos y traicionan el interés de John Cage en el contrapunto. Tras estos primeros estudios Henry Cowell le recomendó que acudiera a Arnold Schoenberg, quien le dijo tras un par de lecciones que no tenía aptitudes para la armonía: “Te encontrarás con un muro que no te será posible traspasar”, a lo que Cage contestó: “Entonces pasaré mi vida golpeándome la cabeza contra ese muro”.
Poco después, Cage comenzó a escribir música percusiva y música para danza moderna, utilizando una técnica que colocaba la estructura rítmica de la pieza al frente de la misma. Las proporciones utilizadas, denominadas por Cage "proporciones anidadas", se convirtieron en una característica regular de su música durante los años 1940. La técnica fue elevada a una gran complejidad en piezas posteriores.
Hacia finales de los años 1940, Cage empezó a desarrollar diferentes métodos para romper con la armonía tradicional. Por ejemplo, su obra String Quartet in Four Parts (1950) fue compuesta mediante un número de gamas o acordes con una instrumentación fija. La pieza progresa de una gama a otra. En cada ocasión, esa gama se selecciona en función de si contiene la nota necesaria para la melodía, de modo que el resto de notas no forman ninguna armonía direccional. Su Concerto for prepared piano (1950–51) utilizaba un sistema de tablas de duración, dinámicas, melodías, etc., de las cuales Cage escogía utilizando patrones geométricos simples.

### Azar

La adivinación del I Ching requiere obtener un hexagrama por generación al azar para después leer un capítulo asociado con ese hexagrama.

Junto con las proporciones anidadas, Cage comenzó a utilizar sistemas de tablas para diferentes trabajos de piano, como Music of Changes (1951), donde el material era seleccionado exclusivamente de tablas utilizando el I Ching. Toda la música de Cage desde 1951 fue compuesta utilizando procedimientos de azar, habitualmente el I Ching. Los estudios de Cage son extremadamente difíciles de interpretar. 
Otra serie de trabajos aplicaron procesos azarosos a música preexistente de otros compositores, como Cheap Imitation (1969) (basado en Erik Satie), Some of "The Harmony of Maine" (1978) (basado en Supply Belcher) e Hymns and Variations (1979).

### Improvisación
Al utilizar procesos de azar con el objeto de eliminar los gustos del compositor o intérprete de la música, el desinterés de Cage por el concepto de improvisación era patente, una forma de trabajo inevitablemente unida a las preferencias del intérprete. No obstante, en toda una serie de trabajos desde los años 1970 el compositor encontró la forma de incorporar la improvisación. En Child of Tree (1975) y Branches (1976) se pide a los intérpretes que utilicen ciertas especies de plantas como instrumentos, por ejemplo el cactus. La estructura de estas piezas está determinada a través del azar de sus elecciones, siendo este el resultado musical.

### El entorno
Cage descubrió que el azar era una fuerza tan importante en la conformación de una composición musical como lo es la voluntad del artista, y en todas sus composiciones permitió que el azar desempeñe un papel protagónico. Si bien cada pieza posee una estructura compuesta básica, el efecto del conjunto varía con cada ejecución ya que factores relacionados con el Medio Ambiente, como ser el recinto donde se la toca y la audiencia afectan directamente los sonidos que se producen. Este concepto dio lugar a un movimiento denominado Environment.

## Arte visual, escritos y otras actividades
Aunque Cage comenzó a pintar en su juventud, dejó esta actividad para concentrarse en la música. Su primer proyecto visual maduro, Not Wanting to Say Anything About Marcel, data de 1969. El trabajo comprende dos litografías y un grupo de lo que Cage llamaba plexigramas: impresiones de seda sobre paneles de plexiglás. Tanto los paneles como las litografías consisten en trozos y piezas de palabras en diferentes fuentes, todo ello gobernado por operaciones de azar. También incursionó en la poesía creando mesósticos.
Desde 1978 hasta su fallecimiento Cage trabajó en Crown Point Press, produciendo diferentes series de impresiones cada año. Su primer proyecto completado aquí fue el grabado Score Without Parts (1978), creado a partir de instrucciones totalmente anotadas y basado en combinaciones de dibujos de Henry David Thoreau. Fue continuado, el mismo año, por Seven Day Diary, que Cage pintó con los ojos cerrados pero que fue creado bajo una estricta estructura desarrollada utilizando métodos de azar. Finalmente, los dibujos de Thoreau fueron la base de sus últimos trabajos, producidos en 1978, Signals.
Entre 1979 y 1982 Cage produjo toda una serie de grabados grandes: Changes and Disappearances (1979–80), On the Surface (1980–82) y Déreau (1982). Fueron los últimos trabajos creados bajo la técnica del grabado. En 1983 comenzó a utilizar diferentes materiales no convencionales como algodón batido o espuma, y posteriormente utilizó piedras y fuego (Eninka, Variations, Ryoanji, etc.) para crear sus trabajos visuales. En 1988–1990 creó acuarelas en el Mountain Lake Workshop. La única película producida por Cage fue desarrollada para Number Pieces, comisionada por el compositor y director Henning Lohner. Fue completada solo semanas antes de la muerte de Cage en 1992. One11 está formada completamente por imágenes determinadas por el encendido azaroso de la luz eléctrica.
Durante su vida adulta, Cage tuvo una importante actividad como escritor y profesor. Algunas de sus clases fueron incluidas en diferentes libros publicados por Cage, el primero de los cuales fue Silence: Lectures and Writings (1961). Silence incluía no simples lecciones magistrales, sino también textos ejecutados en formatos experimentales y trabajos como Lecture on Nothing (1959), compuestos en estructuras rítmicas.
Cage fue también un ávido micólogo aficionado, y refundó en 1962 la New York Mycological Society con cuatro amigos.

## Recepción e influencia

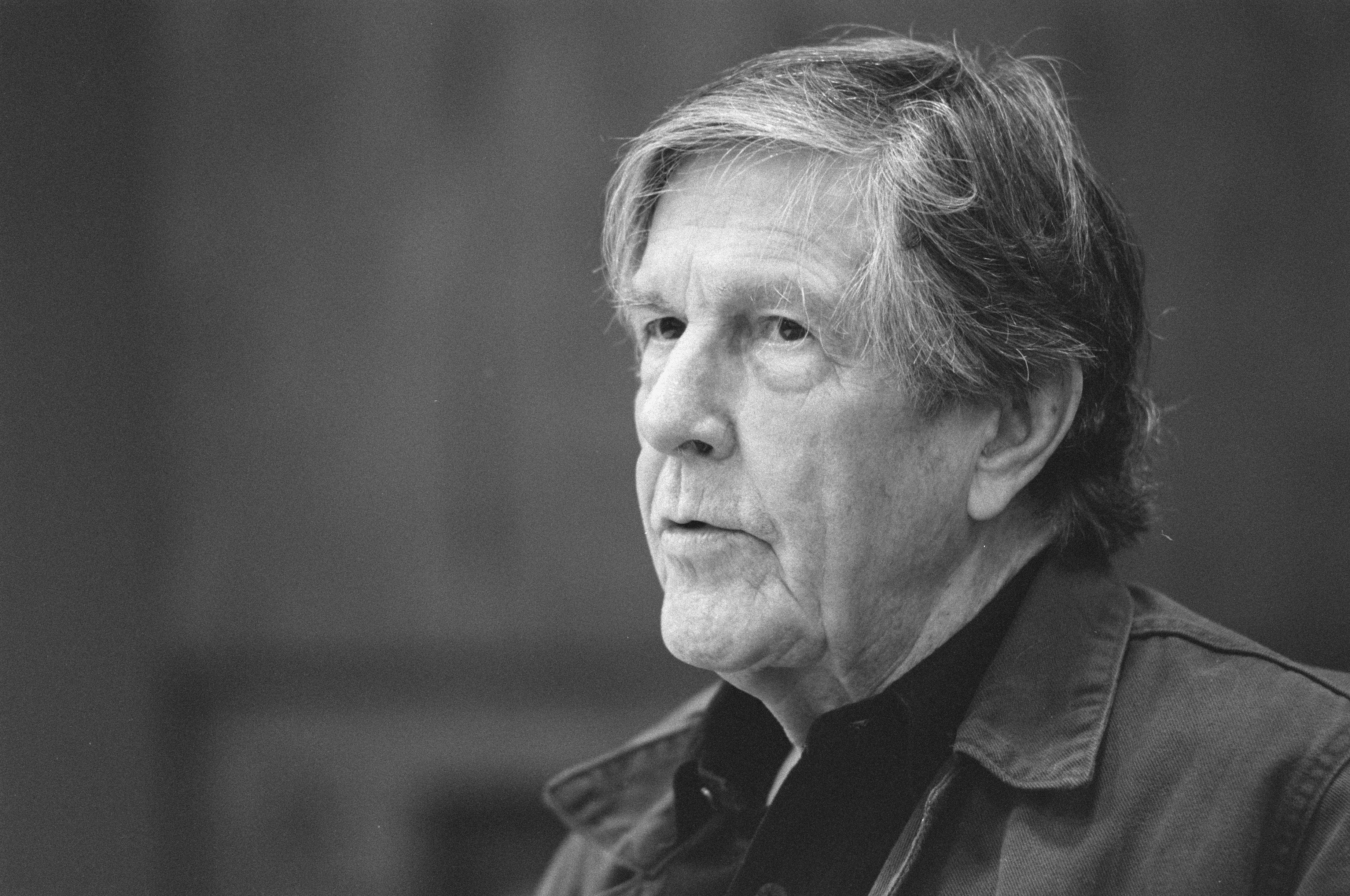
John Cage

Las obras anteriores a la etapa del azar de Cage, particularmente las piezas de finales de los años 1940 como Sonatas e Interludios, le granjearon una considerable aclamación de la crítica, llegando a interpretarse las Sonatas en el Carnegie Hall en 1949. Sin embargo, la adopción por Cage de las operaciones de azar en 1951 le costaron un buen número de enemistades, y provocaron numerosas críticas de otros compositores. Adherentes del serialismo como Pierre Boulez y Karlheinz Stockhausen descartaron la música indeterminada. Prominentes críticos del serialismo, como el compositor griego Iannis Xenakis, fueron igualmente hostiles hacia Cage.
Si bien buena parte de la obra de Cage sigue siendo controvertida, su influencia se deja sentir en innumerables compositores, artistas y escritores. Tras la introducción del azar por Cage, Boulez, Stockhausen y Xenakis se mantuvieron críticos, si bien llegaron a adoptar los procesos azarosos en alguna de sus obras (aunque de manera mucho más restringida). Otros compositores que adoptaron algunos de los elementos de este enfoque incluyen a compositores como Witold Lutosławski o Mauricio Kagel. 
Los experimentos de Cage con estructuras rítmicas y su interés en el sonido influyeron sobre un número aún mayor de compositores, comenzando por compañeros cercanos en Estados Unidos como Morton Feldman y Helmut Lachenmann (y otros compositores estadounidenses como La Monte Young), y extendiéndose después a Europa. Prácticamente todos los compositores de la escuela experimental inglesa reconocen su influencia, estando entre ellos Michael Parsons, Christopher Hobbs, John White, Gavin Bryars, quien estudió bajo la tutela de Cage brevemente, e incluso Howard Skempton, un compositor aparentemente muy diferente de Cage. La influencia de Cage también es evidente en el Lejano Oriente. Uno de los compositores clásicos más prominentes del siglo XX, Tōru Takemitsu, estuvo influido por su música.
La influencia de Cage también ha sido reconocida por grupos de rock como Sonic Youth y Stereolab. Otros músicos bajo su influencia son el compositor de rock y guitarrista de jazz Frank Zappa, así como diferentes grupos y artistas de música noise. En realidad, se ha llegado a afirmar que el origen de este tipo de música está en la obra de Cage 4′33". El desarrollo de la música electrónica también estuvo influenciado por Cage: hacia mediados de los años 1970 el sello Obscure Records de Brian Eno publicó diferentes obras de Cage. El piano preparado, que fue popularizado por Cage, es utilizado profusamente en el disco Drukqs publicado por Aphex Twin en 2001. El trabajo de Cage como musicólogo contribuyó a popularizar la música de Erik Satie, y su amistad con artistas expresionistas abstractos como Robert Rauschenberg contribuyó a introducir sus ideas en el campo visual.

(sobre 4′33″) "Sabía que se lo tomarían todo como una broma y una renuncia al trabajo, pero aun así, quería que mi música estuviese exenta de mis gustos y aversiones, porque creo que la música debería estar libre de los sentimientos e ideas del compositor. Yo sentía, y esperaba haber llevado a otras personas a sentir, que los sonidos de su entorno constituían una música más interesante que la música que oirían si asistiesen a una sala de conciertos."
John Cage (Diario ABC, 02/12/2013) 

## Músicos
Michael Bach, Boris Berman, Sven Birch, Stephen Drury, Armin Fuchs, Louis Goldestein, Herbert Henck, Evi Kyriazidou, Cosme Damiano Lanza, Alexeï Lubimov, Bobby Mitchell, Joshua Pierce, Giancarlo Simonacci, Margaret Leng Tan, Adam Tendler, John Tilbury, Roger Zahab, Alessandra Celletti.

## Obras seleccionadas

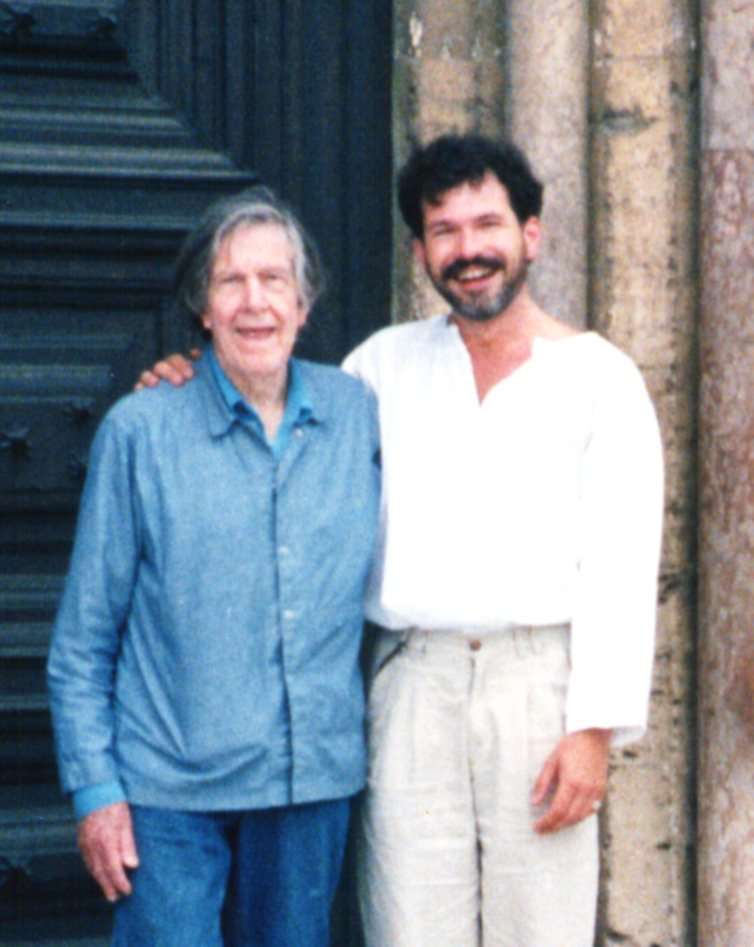
John Cage y Michael Bach en Asís, Italia, 1992

- First Construction in Metal (1939)
- Imaginary Landscape No. 1 (1939)
- Living Room Music (1940)
- Credo in Us (1942)
- Four walls (1944)
- Music for Marcel Duchamp (1947)
- Sonatas e interludios (1948)
- Suite para piano de juguete (1948)
- Music of Changes (1951)
- 4′33″ (1952)
- Radio Music (1956)
- Fontana Mix (1958)
- Cartridge Music (1960)
- Variations II (1961)
- 0'00 (4'33" No.2) (1962)
- Atlas Eclipticalis (1961–62)
- Cheap Imitation (1969)
- HPSCHD (1969)
- Branches (1976)
- Litany for the Whale (1980)
- Ryoanji (1983)
- But What About the Noise of Crumpling Paper (1985)
- Europeras 1 & 2 (1987)
- ORGAN²/ASLSP (As Slow As Possible) (1987)
- Four6 (1992)
- Trio Seven Woodblocks
- Solo n°43 (Songsbooks-1970)
- ONE8 para violonchelo y arco curvo[29] (1991) en colaboración con Michael Bach Bachtischa
- ONE13 para violonchelo y arco curvo y tres altavoces (1992) en colaboración con Michael Bach Bachtischa